# Fragen und Antworten über den neuapostolischen Glauben
Fragen und Antworten über den neuapostolischen Glauben (kurz: Fragen und Antworten, F&A) war ein Lehrbuch für den neuapostolischen Konfirmandenunterricht. In diesem „Kurzkatechismus“ wird das Grundgerüst des neuapostolischen Glaubens in Frage-Antwort-Form abgehandelt. Er beinhaltet 258 Fragen und Antworten.
Seit 1994 wird im neuapostolischen Konfirmandenunterricht das Lehrbuch „Auch ich will...“ verwendet. „Fragen und Antworten“ kam seither nur noch eine ergänzende Funktion in den Unterrichten zu.
Die bis 2012 gebräuchliche Version aus dem Jahr 1992 wurde 2005 korrigiert und um fünf Fragen erweitert.
Mit der Veröffentlichung des Katechismus der Neuapostolischen Kirche im Jahr 2012 wurde dieses Buch als offizielles Lehrwerk abgelöst und wird seitdem nicht mehr verlegt.

## Inhalt
Die einzelnen Fragen in „Fragen und Antworten“ waren in sieben Teile gegliedert:
1. Die Bibel (Fragen 1 – 8)
2. Gott, seine Schöpfung und Offenbarung bis auf die Geburt Jesu Christi (Fragen 9 – 65)
3. Jesus Christus und seine Sendung (Fragen 66 – 120)
4. Der Heilige Geist, die Apostel und die erste apostolische Kirche (Fragen 121 – 147)
5. Entwicklung der christlichen Kirche bis in das 19. Jahrhundert (Fragen 148 – 166)
6. Die Neuapostolische Kirche als Kirche Jesu Christi in der Vollendungszeit (Fragen 167 – 249)
7. Zukunft und Ewigkeit (Frage 250-263)